# Клаус Дженсон
Клаус Дженсон (англ. Klaus Janson; 23 січня 1952, Кобург, Німеччина) — художник коміксів німецького походження, почавши працювати з Френком Міллером над «Зірвиголовою», скоро став основним художником цієї серії. У середині вісімдесятих Міллер переманив його до DC для роботи над «Поверненням Темного Лицаря», і Дженсон відтоді чимало працював над «Бетменом».

## Біографія
Клаус Янсон народився в Кобурзі, Західна Німеччина, Він емігрував до США в 1957 році, оселившись з родиною в Коннектикуті, де жив у Бріджпорті з 1957 по 1972 рік. Коли він був маленьким, його колекцію Людини-павука викинула його мати. Тоді Янсон зацікавився прем'єрним персонажем Шибайголовою, який не був популярним серед друзів Янсона.